# هدفم صادقانه است
هدفم صادقانه است (انگلیسی: My Aim Is True) اولین آلبوم استودیویی خواننده-ترانه‌سرای انگلیسی، الویس کاستلو، است که در ۲۲ ژوئیه ۱۹۷۷ از طریق استیف رکوردز در بریتانیا منتشر شد. این آلبوم که توسط نیک لو، هنرمند و موسیقی‌دان استیف رکوردز، تهیه‌کنندگی شد، از اواخر ۱۹۷۶ تا اوایل ۱۹۷۷ طی شش جلسه استودیویی چهارساعته در استودیوهای پث‌وی در منطقه ایزلینگتون لندن ضبط شد. گروه همراه این آلبوم، گروه کانتری راک کالیفرنیایی کلوور بود که به دلیل مشکلات قراردادی در نسخه اصلی نامشان ذکر نشد. کاستلو که در آن زمان با نام دی.پی. کاستلو فعالیت می‌کرد، به پیشنهاد کمپانی ضبط، نام خود را به الویس، با الهام از الویس پرسلی، تغییر داد و ظاهر خود را با جنبش رو به رشد پانک راک هماهنگ کرد.
از نظر موسیقایی، هدفم صادقانه است تحت تأثیر ژانرهای متنوعی از جمله پانک، موج نو، پاب راک بریتانیایی تا عناصری از راک اند رول دهه ۱۹۵۰، آراندبی و راکابیلی است. اشعار غم‌انگیزتر آلبوم از حس انتقام و گناه الهام گرفته‌اند و موضوعاتی از مشکلات عاطفی در روابط تا موقعیت‌های سیاسی و شخصیت‌های زن‌ستیز را بازتاب می‌دهند. طرح جلد اصلی تک‌رنگ که کاستلو را در حالتی پا کفتری نشان می‌داد، در بازچاپ‌ها رنگی شد.
این آلبوم با سه تک‌آهنگ پیش از انتشار همراه بود که هیچ‌کدام در جدول‌های موسیقی موفق نشدند. تا ژوئن ۱۹۷۷، کاستلو گروه همراه جدید و دائمی خود، دی اترکشنز، را تشکیل داد تا با تصویر جدیدش هماهنگ‌تر باشد و اجراهای زنده خود را با آن‌ها در ادامه سال آغاز کرد. در اوت، هدفم صادقانه است به رتبه ۱۴ در بریتانیا رسید. نسخه آمریکایی که در نوامبر ۱۹۷۷ توسط کلمبیا رکوردز منتشر شد، شامل تک‌آهنگ جدید کاستلو، «تماشای کارآگاهان» (Watching the Detectives)، بود و تا آن زمان پرفروش‌ترین آلبوم وارداتی در تاریخ آمریکا شد و به رتبه ۳۲ رسید.
این آلبوم در زمان انتشار با تحسین گسترده منتقدان روبرو شد که بسیاری از آن‌ها از مهارت نوازندگی و ترانه‌سرایی کاستلو تمجید کردند؛ این آلبوم در چندین فهرست از بهترین‌های سال قرار گرفت. در دهه‌های بعد، منتقدان آن را یکی از بهترین آثار کاستلو و یکی از برترین آلبوم‌های اول یک هنرمند در تاریخ موسیقی دانستند و آن را در فهرست‌های متعدد بهترین‌ها جای داده‌اند. این آلبوم در سال‌های ۱۹۹۳ و ۲۰۰۱ مجدداً منتشر شد که هر دو شامل یادداشت‌های گسترده‌ای به قلم کاستلو بودند، و در سال ۲۰۰۷ به صورت نسخه لوکس منتشر شد.